# Closerie
Ne doit pas être confondu avec La Closerie des Lilas.
Une closerie était une petite exploitation agricole (moins de 10 à 15 ha), par opposition à la métairie. Le mot désigne aussi la clôture qui l'entoure et la discipline de la vannerie qui l'édifie.

## Présentation
Ce nom vient de la nécessité pour les paysans d'entourer leurs propriétés de clôtures vives, de haies d'arbres ou d'ouvrages de vannerie (closerie désignant aussi la partie de la vannerie qui s'occupe de ces clôtures) pour empêcher le bétail et certains gibiers de saccager les cultures.
Dans l'ouest de la France, il existe deux sortes d'exploitations agricoles : les grandes sont les métairies (elles font 20 à 60 ha selon les régions), les petites, qui font moins de 15 ha et souvent moins de 10, s'appellent soit closeries, soit borderies, bordages ou encore borderages.
La métairie est donc exploitée par le laboureur ; le bordage est exploité par le bordager ou bordier. Ils sont tous les deux locataires. Le laboureur a souvent un niveau de vie plus aisé que le bordager. D'ailleurs, certains laboureurs sont parfois propriétaires d'un bordage.

## Divers
On désignait aussi par closerie le lieu où l'on jouait des pièces ou des représentations musicales au XVIIIe siècle.

## Sources
- Annie Antoine, Jean Michel Boehler et Francis Brumont, L'Agriculture en Europe Occidentale à l'époque moderne, Belin, coll. « Belin Sup Histoire », 2000, 447 p.  (ISBN 978-2701123820).
- Annie Antoine, Le Paysage de l'historien. Archéologie des bocages de l'ouest de la France à l'époque moderne, Presses universitaires de Rennes, 2000, 344 p.  (ISBN 9782868476807).